# Pozorište Fru Fru
Pozorište Fru Fru (шп. Teatro Fru Fru) je ustanova kulture u Meksiku Sitiju. Otvorena je 1. januara 1899. godine pod imenom Pozorište Renacimiento. Sadašnje ime nosi od 1973. godine. Pozorište se nalazi u ulici Donceles, u istorijskom delu predstonice Meksika. 

## Istorija
Na mestu današnjeg pozorišta, nalazilo se pozorište Gran Teatro Nacionale. Kada je srušeno, na njegovom mestu je izgrađeno Pozorište Renasimiento. Pozorište je otvoreno 1. januara 1899. godine. Svečanom otvaranju prisustvovao je tadašnji predsednik Meksika, Porfirio Diaz. Godine 1096. pozorište kupuje biznismen Francisko Kardona, koji odlučuje da pozorište preimenuje u čast svoje supruge Virdžinije Fabrages, legendarne glumice meksičkog pozorište i filma. Pozorište je adaptirano i bilo je prvo pozorište u meksičkoj predstonici koje je imalo električno osvetljenje. Narednih nekoliko godina pozorište je bilo veoma popularno ali je 1933 počelo da gubi svoj sjaj. Zlatne godine za pozorište su prošle i ponovo dolazi do promene imena u Teatro Meksikano (Meksičko pozorište). Pozorište nije povratilo staru slavu i uskoro je zatvoreno. 
Godine 1973 pozorište je od rušenja spasila meksička pevačica i glumica Irma Serano poznata pod imenom La Tigresa. Ona je pozorište kupila na aukciji cementarske kompanije Anahunak. Obilnim ulaganjima, Serena je adaptirala pozorište i dala mu naziv koji i danas nosi. Pozorište Fru Fru je otvoreno uz premijeru kontraverznog komada Nana, zasnovanog na istoimenom romanu francuskog romanopisca i osnivača naturalističkog pravca Emila Zole. Komada, koji producirala Serena doživeo je ogromnu popularnost i zadržao se na repertoaru nekoliko sezona.
Do 80-ih godina, Fru Fru je prikazivao mnoga dela koja su kritičari ocenjivali kao kontraverznim. La Tigresa je bila jedna od glavnih producenata i glumica. Neka od najzapaženijih komada su Likrecija Borgija iz 1977 i Jokasta Reina iz 1978. godine. 
Početkom 1980-ih, pozorište je uvelo koncept ponoćnog teatra, kreiranog od strane producenta i reditelja Pabla Ledera, koji se zasnovao na igranju komada strogo namenjenim odrasloj publici. Ovaj koncept istaklo je pozorište kao prestupno i buntovno jer je odudaralo od drugih gradskih pozorišta. I pored toga, mnoge komadi su se isticali sa odličnim produkcijskim kvalitetima. Krajem decenije, Fru Fru je postepeno počeo da smanjuje broj izvođenja. Tokom devedesetih godina prošlog veka, kultnu mesto je počelo da radi kao noćni klub. Godine 2003. Serena izdaje pozorište preduzetniku Enrikeu Vidalu. Međutim, zbog niza međusobnih sukoba, pozorište po drugi put zatvara svoja vrata. Nekoliko godina nakon toga, u pozorištu su nekoliko puta odigrane pozorišne predstave. Pored predstava, u novije vreme, pozorišna dvorana služila je za razne muzičke događaje brojnih bendova i umetnika kao što su Viktimas del Doktor Karebro, Natalia Lafourkarde, Gang Gang Dens i The Dresen Dolls.
Istorija pozorišnog zdanja i specifičan dekorativni stil poslužili su brojnim režiserima za snimanje muzičkih spotova i filmova. U ovom pozorištu snimljeno je nekoliko kadrova filma Spektra, 24. filma o tajnom agentu Džejms Bondu produkcijske kuće Eon Productions. Ovo je ujedno i drugi film u serijalu koji je režirao Sem Mendiz i četvrti u kome naslovnu ulogu tumači Danijel Krejg. Pozorište je poslužilo i Sebastijanu del Amu koji je ovde snimi delove biografske filmske drame Kantiflas koja prati život glumca i komediografa Marija Morena, poznatog pod imenom Kantinflasa.

## Zanimljivosti
- U jednoj od pozorišnih prostorija tokom 1970-ih i 1980-ih postojao je kabare pod imenom La kueva de La Tigresa, poznat po svojim odvažnim burleska nastupima.
- U predvorju zdanja nalazi se statua koja podseća na demona sa poslužavnikom. Prema tradiciji, glumci ostavljaju slatkiše na ovaj poslužavnik kako njihova dela ne bi propala.[13]
- Zbog svoje antike, posebne arhitekture i dekoracije koju je uredila Irma Sereno, pozorišni rekviziti i predmeti povezuju se sa brojnim legendama i mitovima u vezi za paranormalnim aktivnostima unutar pozorišta.[14]

## Spoljašnje veze
- Teatro Fru Fru in Chilango.com
- TimeOutMexico: Teatro Fru Fru
- Official Facebook